# Michael Seufert

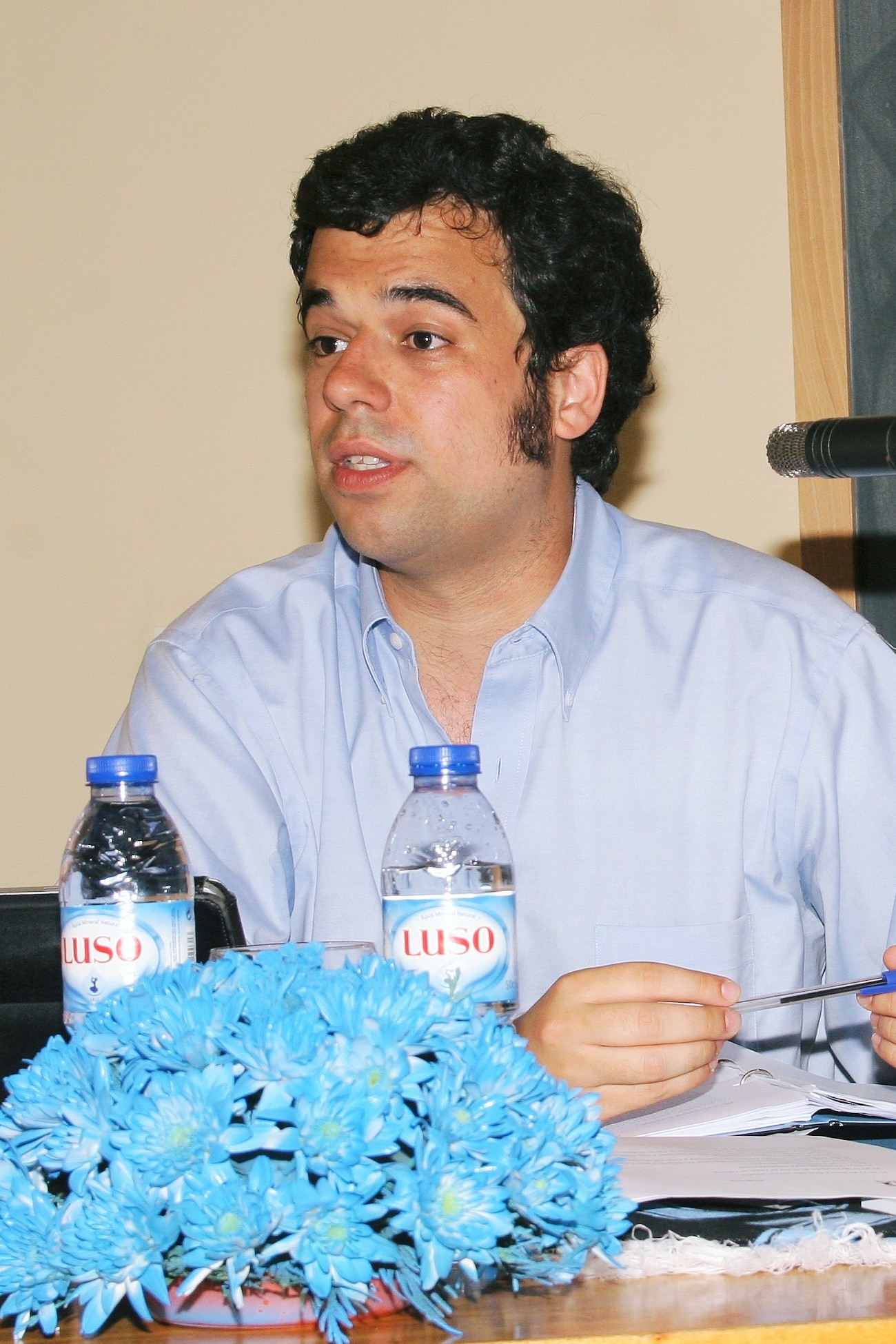
Michael Seufert

Michael Lothar Mendes Seufert (ur. 15 kwietnia 1983 w Porto) – portugalski polityk, od 2009 przewodniczący Młodzieży Ludowej (port. Juventude Popular), poseł do Zgromadzenia Republiki XI i XII kadencji.